# Государственное агентство по охране стратегических объектов (Азербайджан)
Государственное агентство по охране стратегических объектов Азербайджанской Республики — центральный орган исполнительной власти, осуществляющий полномочия в области обеспечения и защиты безопасности стратегических объектов и лиц, определенных президентом Азербайджанской Республики.
Правовой основой Государственного агентства по охране стратегических объектов Азербайджана являются Конституция Азербайджанской Республики, международные договоры, Закон Азербайджанской Республики «О воинской обязанности и военной службе» и других законов, указов и распоряжений президента Азербайджана, постановлений и распоряжений Кабинета Министров Азербайджана, согласно «Положению о Государственном агентстве по охране стратегических объектов Азербайджанской Республики» и нормативных правовых актов центральных органов исполнительной власти, принятых в соответствии с законодательством.

## История
На 15-й сессии Парламента Азербайджанской Демократической Республики, состоявшейся 18 февраля 1919 года, был принят Закон о создании отряда охраны Парламента Азербайджана. Согласно закону, под контролем парламента был создан «Департамент защиты собственности Меджлиси Мабусан».
После установления Советской власти в Азербайджане специальная служба безопасности претерпела множество изменений, но продолжала развиваться как необходимый институт:
- 1931–1935 гг — отдел охраны Народных Комиссаров Внутренних дел Азербайджанской ССР (5-й особый отдел)
- 1936–1972 гг — Управление внутренних дел Бакинского горисполкома (2-й отдел)
- 1972-1991 гг — Управление охраны партийно-советских органов МВД Азербайджанской ССР

С возвращением общенационального лидера Гейдара Алиева к политической власти 15 июня 1993 года, по требованию народа в Азербайджане начался новый этап в области специальной государственной защиты. 23 августа 1993 года Гейдар Алиев, осуществляющий полномочия Президента Азербайджана, подписал указ о создании Управления охраны высших органов государственной власти на базе Национальной гвардии Азербайджанской Республики.
Указом Президента Азербайджана от 6 мая 2002 года "Управление общей охраны высших органов государственной власти Азербайджана" было  изменено на "Специальную службу государственной безопасности Азербайджанской Республики".
Указом Президента Азербайджана от 21 августа 2008 года 23 августа объявлен профессиональным праздником сотрудников Специальной службы государственной безопасности.
16 марта 2020 года Президент Азербайджана Ильхам Алиев подписал Указ "О совершенствовании управления в сфере специальной государственной защиты". Согласно указу, Специальная служба государственной безопасности Азербайджанской Республики была упразднена и на ее основе созданы три государственных органа
- Служба безопасности президента Азербайджанской Республики
- Государственная служба специальной связи и информационной безопасности
- Государственное агентство по охране стратегических объектов[2]

Указом президента Азербайджана от 15 июля 2022 года Ильгар Аббасов назначен главой Государственного агентства по охране стратегических объектов Азербайджанской Республики.
Указом президента Азербайджана от 24 сентября 2024 года 16 марта объявлен профессиональным праздником для сотрудников Государственного агентства по охране стратегических объектов.